# NGC 2086
NGC 2086 је емисиона маглина у сазвежђу Златна риба која се налази на NGC листи објеката дубоког неба.
Деклинација објекта је - 69° 40' 5" а ректасцензија 5h 40m 13,0s. Привидна величина (магнитуда) објекта NGC 2086 износи 11,8. NGC 2086 је још познат и под ознакама ESO 57-EN17.